# Ultra soul
《ultra soul》是日本樂團B'z的第31張單曲和代表作之一。

## 簡介
- 由本張單曲開始收錄3rd beat（第3首歌曲）
- 自單曲《love me, I love you》以來，相隔六年第一次獲得Oricon連續兩週第一
- 本張單曲是B'z自踏入21世紀以來銷售量最高的一張
- 最終銷量約87.6萬張。

## 製作人員
- 松本孝弘：吉他、全曲作曲、編曲
- 稲葉浩志：主唱、全曲作詞
- 徳永暁人：貝斯（#2、3）、全曲編曲

## 收錄曲
- 1. ultra soul
- 2. Swimmer啊2001!! (スイマーよ2001!!)
- 3. ROCK man

## 主題曲
- 「2001年世界游泳錦標賽」大会官方主題曲。（#1,2）
- 富士電視台片尾曲。（#3）

## 收錄專輯
- GREEN（#1、Alternative Guitar Solo ver.）
- B'z The Best "Pleasure II"（#1）
- B'z The Best "ULTRA Pleasure"（#1）
- B'z（#1）
- B'z The Best "ULTRA Treasure"（#3）